# エド・オニール
エド・オニール（Ed O'Neill,  1946年4月12日 - ）は、アメリカ合衆国の俳優、声優である。

## 来歴
1946年、オハイオ州ヤングスタウンに生まれる。母親はソーシャル・ワーカーで父親はトラック運転手だった。地元の高校を卒業後、フットボールで奨学金を得て、オハイオ大学へ進学。在学中は歴史学を専攻した。しかしわずか1年で、ヤングスタウン州立大学へ編入し、ペンシルバニア州ピッツバーグに拠点を置くNFLチームピッツバーグ・スティーラーズへの入団が決まるも、その後その契約は解消され、再びヤングスタウン州立大学へ戻った。その後は、演劇を学ぶ傍ら、卒業後にはUrsuline High Schoolで社会の教師をしていた。
教師をした後は地元劇団の舞台で俳優としての経験を積み、シーフードレストランレッドロブスターのアメリカ国内のコマーシャルへも出演している。そして1980年にウィリアム・フリードキン監督でアル・パチーノ主演の『クルージング』で映画デビュー。それからはテレビドラマや映画へ出演して俳優として広く認知されるようになった。近年はコメディドラマのテレビシリーズ『モダン・ファミリー』への出演で知られている。
またレギュラーキャストとして出演した『Married with Children』ではゴールデン・グローブ賞へ2度ノミネートされたほか、『モダン・ファミリー』への出演では他のキャストらと共に2011年から2014年までの間に全米映画俳優組合賞を受賞している。

### 私生活
1986年に女優として活動していたCatherine Rusoffと結婚し、2人の父親になった。

## 出演作品

### 映画
- クルージング Cruising (1980)
- The Day the Women Got Even (1980)
- 戦争の犬たち The Dogs of War (1980)
- Farrell for the People (1982) ※テレビ映画
- When Your Lover Leaves (1983) ※テレビ映画
- 黒豹刑事ブレイカー Braker (1985)
- メジャーリーグへの道/片腕のヒーロー A Winner Never Quits (1986)
- 新・フレンチ コネクション/NY暗殺指令 Popeye Doyle (1986)
- Right to Die (1987)
- Police Story: Gladiator School (1988)
- 計画性の無い犯罪 Disorganized Crime (1989)
- K-9/友情に輝く星 K-9 (1989)
- フォード・フェアレーンの冒険 The Adventures of Ford Fairlane (1990)
- マージョリーの告白 Sibling Rivalry (1990)
- A Very Retail Christmas (1990)
- The Whereabouts of Jenny (1991)
- あぶない週末 Dutch (1991)
- ウェインズ・ワールド Wayne's World (1992)
- ウェインズ・ワールド2 Wayne's World 2 (1993)
- Nick's Game (1993) ※テレビ映画
- ハード・チェック Blue Chips (1994)
- リトル・ジャイアンツ Little Giants (1994)
- W.E.I.R.D. WORLD ウィアード・ワールド W.E.I.R.D. World (1995)
- プリフォンテーン Prefontaine (1997)
- スパニッシュ・プリズナー The Spanish Prisoner (1997)
- ボーン・コレクター The Bone Collector (1999)
- ラッキー・ナンバー Lucky Numbers (2000)
- Nobody's Baby (2001)
- In the Game (2004)
- 特捜刑事 スパルタン Spartan (2004)
- Inseparable (2006) ※テレビ映画
- レッドベルト 傷だらけのファイター Redbelt (2008)
- ラスト・シフト The Last Shift (2020)

### アニメ映画
- シュガー・ラッシュ Wreck-It Ralph (2012)
- ファインディング・ドリー Finding Dory (2016)

### テレビドラマ
- Another World (1981)
- 特捜刑事マイアミ・バイス Miami Vice (1984)
- Hunter (1985)
- ザ・シークレット・ハンター The Equalizer (1985)
- 私立探偵スペンサー Spenser: For Hire (1986)
- Married with Children (1987 - 1997)
- ミッドナイトDJ Midnight Caller (1988)
- Top of the Heap (1991)
- In Living Color (1994)
- The 10th Kingdom (2000)
- Big Apple (2001)
- ドラグネット Dragnet (2003 - 2004)
- パパにはヒ・ミ・ツ 8 Simple Rules... for Dating My Teenage Daughter (2005)
- ザ・ホワイトハウス The West Wing (2004, 2005)
- Twenty Good Years (2006)
- ザ・ユニット 米軍極秘部隊 The Unit (2006)
- John from Cincinnati (2007)
- モダン・ファミリー Modern Family (2009 - 2014)
- Kick Buttowski: Suburban Daredevil (2011)
- ウィアード・シティ Weird City (2019)

### テレビアニメ
- ザ・ペンギンズ from マダガスカル The Penguins of Madagascar (2012)

## 参照
1. 1 2 3 4 5  “Ed O'Neill Biography”. 2014年8月20日閲覧。
2. ↑  https://www.youtube.com/watch?v=pJpNoSOh2No
3. ↑  https://www.imdb.com/name/nm0642145/awards/?ref_=nm_awd